# Virieu-le-Grand
Pour les articles homonymes, voir Virieu et Virieu-le-Grand.
Virieu-le-Grand est une commune française située dans le département de l'Ain, en région Auvergne-Rhône-Alpes. Le canton de Virieu-le-Grand, qui fait partie de l'arrondissement de Belley, comporte, en 2010, 13 communes et 4 324 habitants.

## Géographie
Elle est traversée par la rivière l'Arène.

### Climat
Pour des articles plus généraux, voir Climat d'Auvergne-Rhône-Alpes et Climat de l'Ain.
En 2010, le climat de la commune est de type climat des marges montargnardes, selon une étude du CNRS s'appuyant sur une série de données couvrant la période 1971-2000. En 2020, Météo-France publie une typologie des climats de la France métropolitaine dans laquelle la commune est exposée à un climat de montagne ou de marges de montagne et est dans la région climatique Alpes du nord, caractérisée par une pluviométrie annuelle de 1 200 à 1 500 mm, irrégulièrement répartie en été.
Pour la période 1971-2000, la température annuelle moyenne est de 11,3 °C, avec une amplitude thermique annuelle de 18,6 °C. Le cumul annuel moyen de précipitations est de 1 387 mm, avec 11,2 jours de précipitations en janvier et 7,9 jours en juillet. Pour la période 1991-2020, la température moyenne annuelle observée sur la station météorologique de Météo-France la plus proche, « Sutrieu », sur la commune de Valromey-sur-Séran à 4 km à vol d'oiseau, est de 9,3 °C et le cumul annuel moyen de précipitations est de 1 413,2 mm,. Pour l'avenir, les paramètres climatiques de la commune estimés pour 2050 selon différents scénarios d'émission de gaz à effet de serre sont consultables sur un site dédié publié par Météo-France en novembre 2022.

## Urbanisme

### Typologie
Au 1er janvier 2024, Virieu-le-Grand est catégorisée commune rurale à habitat dispersé, selon la nouvelle grille communale de densité à 7 niveaux définie par l'Insee en 2022.
Elle est située hors unité urbaine. Par ailleurs la commune fait partie de l'aire d'attraction de Belley, dont elle est une commune de la couronne,. Cette aire, qui regroupe 31 communes, est catégorisée dans les aires de moins de 50 000 habitants,.

### Occupation des sols
L'occupation des sols de la commune, telle qu'elle ressort de la base de données européenne d’occupation biophysique des sols Corine Land Cover (CLC), est marquée par l'importance des forêts et milieux semi-naturels (76 % en 2018), en diminution par rapport à 1990 (79,5 %). La répartition détaillée en 2018 est la suivante : 
forêts (72,5 %), zones urbanisées (6,8 %), zones agricoles hétérogènes (6,8 %), prairies (6,6 %), espaces ouverts, sans ou avec peu de végétation (3,5 %), terres arables (3,3 %), eaux continentales (0,6 %).
L'évolution de l’occupation des sols de la commune et de ses infrastructures peut être observée sur les différentes représentations cartographiques du territoire : la carte de Cassini (XVIIIe siècle), la carte d'état-major (1820-1866) et les cartes ou photos aériennes de l'IGN pour la période actuelle (1950 à aujourd'hui).

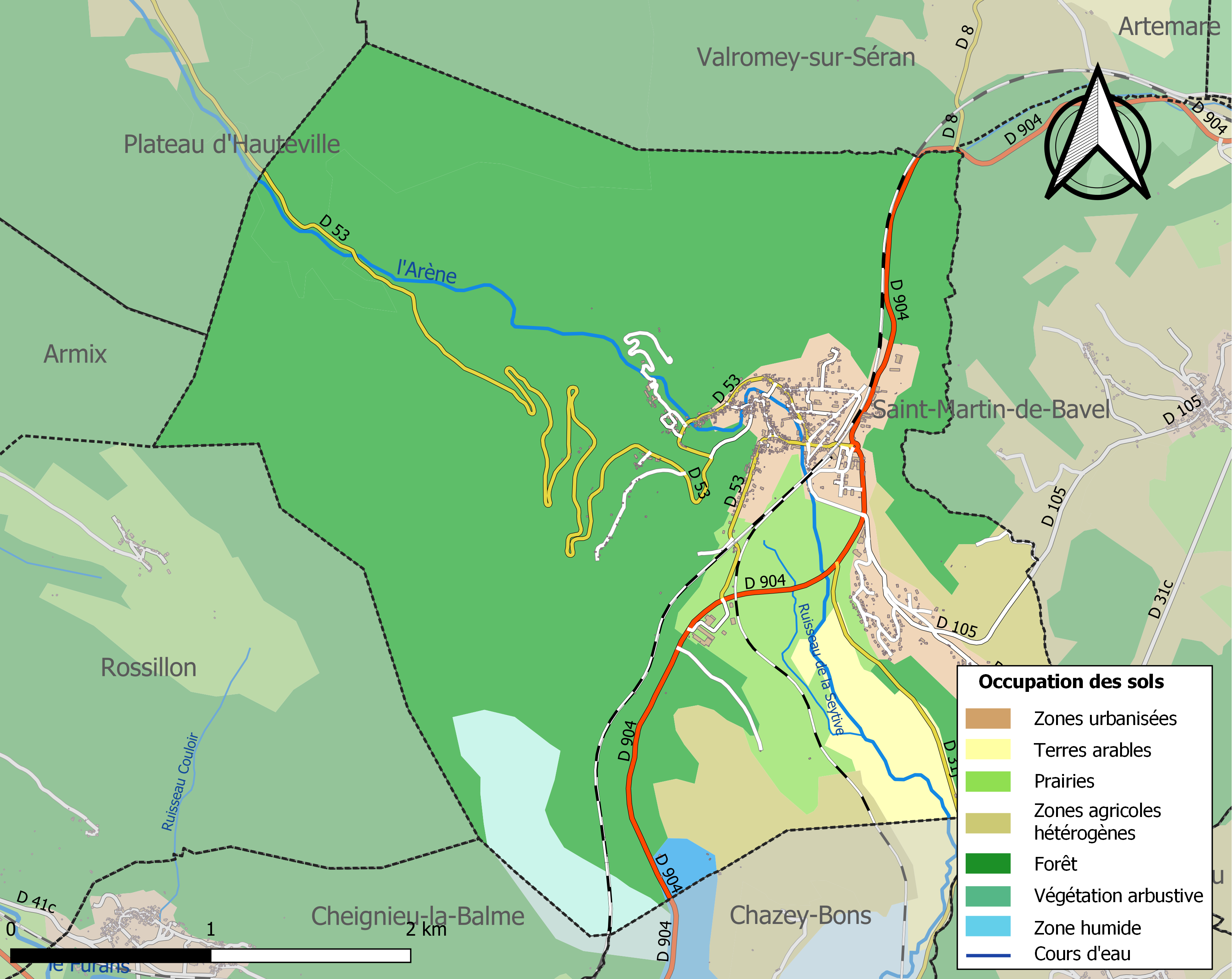
Carte des infrastructures et de l'occupation des sols de la commune en 2018 (CLC).

## Politique et administration

### Découpage territorial
La commune de Virieu-le-Grand est membre de la communauté de communes Bugey Sud, un établissement public de coopération intercommunale (EPCI) à fiscalité propre créé le 1er janvier 2014 dont le siège est à Belley. Ce dernier est par ailleurs membre d'autres groupements intercommunaux.
Sur le plan administratif, elle est rattachée à l'arrondissement de Belley, au département de l'Ain et à la région Auvergne-Rhône-Alpes. Sur le plan électoral, elle dépend du  canton de Belley pour l'élection des conseillers départementaux, depuis le redécoupage cantonal de 2014 entré en vigueur en 2015, et de la cinquième circonscription de l'Ain  pour les élections législatives, depuis le dernier découpage électoral de 2010.

### Administration municipale
| Période | Période  | Identité           | Étiquette     | Qualité |
| ------- | -------- | ------------------ | ------------- | ------- |
| 1995    | 2001     | André Lamaison     |               |         |
| 2001    | 2008     | Bernard Pantin     | Divers gauche |         |
| 2008    | 2014     | Simone Garnier     | Divers gauche |         |
| 2014    | 2020     | Georges Gerin      | Divers droite |         |
| 2020    | 2021     | Alexandre Bouscaud |               |         |
| 2021    | En cours | Yvette Vallin      |               |         |

## Démographie
L'évolution du nombre d'habitants est connue à travers les recensements de la population effectués dans la commune depuis 1793. Pour les communes de moins de 10 000 habitants, une enquête de recensement portant sur toute la population est réalisée tous les cinq ans, les populations de référence des années intermédiaires étant quant à elles estimées par interpolation ou extrapolation. Pour la commune, le premier recensement exhaustif entrant dans le cadre du nouveau dispositif a été réalisé en 2004.
En 2022, la commune comptait 1 110 habitants, en évolution de +5,11 % par rapport à 2016 (Ain : +5,15 %, France hors Mayotte : +2,11 %).
| 1793 | 1800 | 1806 | 1821 | 1831 | 1836 | 1841 | 1846 | 1851 |
| ---- | ---- | ---- | ---- | ---- | ---- | ---- | ---- | ---- |
| 273  | 725  | 587  | 659  | 794  | 768  | 775  | 805  | 814  |

| 1856 | 1861 | 1866 | 1872 | 1876  | 1881  | 1886  | 1891  | 1896  |
| ---- | ---- | ---- | ---- | ----- | ----- | ----- | ----- | ----- |
| 954  | 839  | 910  | 950  | 1 050 | 1 205 | 1 148 | 1 189 | 1 148 |

| 1901  | 1906  | 1911  | 1921 | 1926  | 1931  | 1936 | 1946 | 1954 |
| ----- | ----- | ----- | ---- | ----- | ----- | ---- | ---- | ---- |
| 1 207 | 1 115 | 1 102 | 943  | 1 055 | 1 111 | 971  | 886  | 845  |

| 1962 | 1968 | 1975 | 1982 | 1990 | 1999 | 2004  | 2006  | 2009  |
| ---- | ---- | ---- | ---- | ---- | ---- | ----- | ----- | ----- |
| 854  | 879  | 874  | 920  | 922  | 949  | 1 026 | 1 042 | 1 105 |

| 2014  | 2019  | 2022  | - | - | - | - | - | - |
| ----- | ----- | ----- | - | - | - | - | - | - |
| 1 075 | 1 132 | 1 110 | - | - | - | - | - | - |

## Culture locale et patrimoine

### Lieux et monuments

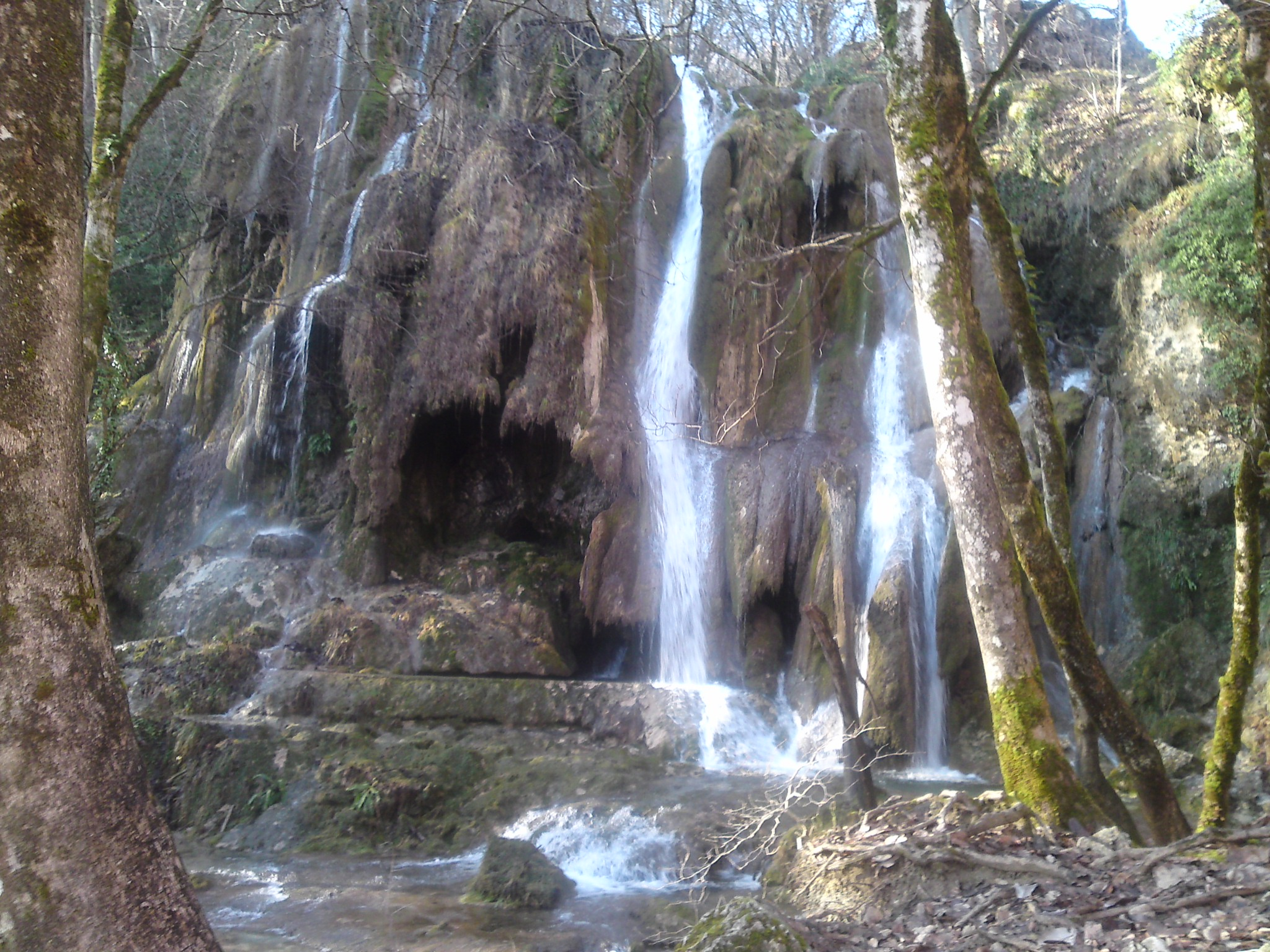
La cascade de Clairefontaine.

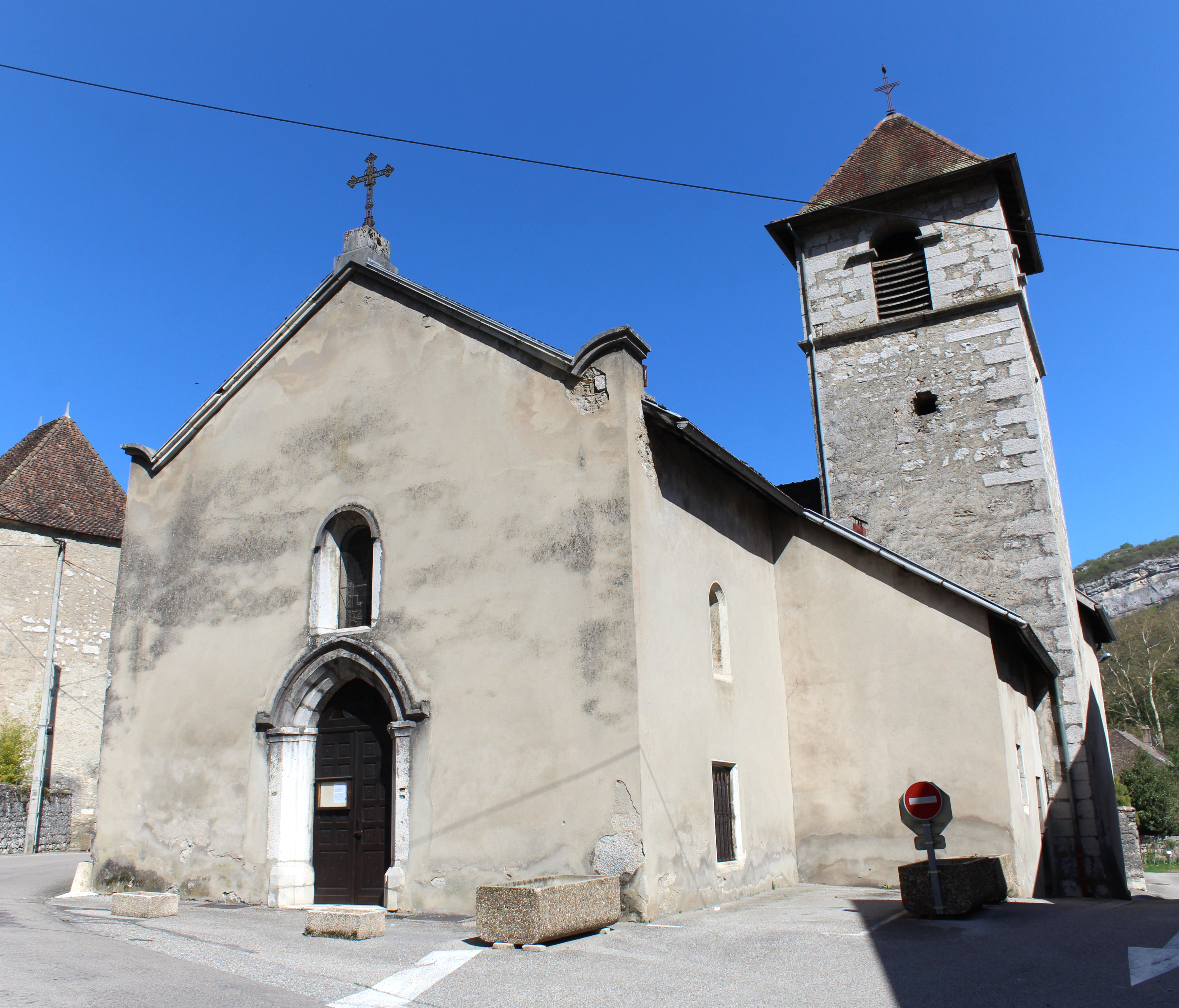
Église Saint-Romain.

- Ruines du château de Virieu-le-Grand. Il fut construit à partir de 1077[Note 4] par Amédée II de Savoie, agrandi et réparé en 1250 par Boniface de Savoie, archevêque de Cantorbéry, en 1441 par Louis de Savoie, en 1636 par le marquis de Lévis de Châteaumorand. Incendié le 18 avril 1726. Restent visibles la porte de la maréchalerie, deux tours carrées, une tour ronde support du relais télévision, et l'angle du donjon.
- Tour de Croz, maison de Lompnes : construite par Mermet des Grièges, péagier, elle comporte une tour garnie d'une toiture avec lauzes en fer à cheval.
- Maison des seigneurs de Longecombe : construite à partir de 1486. Porte ogivale, fenêtres à meneaux, tour décapitée.
- Maison Mugnier : construite au début du XVIe siècle par Pierre Mugnier, camérier du duc de Savoie. Tour carrée, fenêtres à meneaux porte moulurée. La Maison Todeschini lui fait face.
- Maison dite de la Tour des Prosts : construite vers 1370, maison du prévôt, propriété de la famille Prost, arrivée en dot dans la famille d'Hugues Fabri. En 1628, il fait construire le logis accolé à la tour. Incendiée et reconstruite en 1842. Tour forte, tour d'escalier hélicoïdal, portique en fonte.
- Cascade de Clairefontaine.
- Cellier de Clairefontaine : ancien cellier des moines de l'abbaye de Saint-Sulpice de Ravière.
- Grotte des Fées.
- Place de la mutualité : four banal, travail des chevaux et bœufs.
- Croix de mission : l'une de 1862, originellement sur la place du village, trône maintenant au fond du cimetière, l'autre, de 1881 est située à l'entrée du village côté sud.
- Statue de la Vierge : érigée le 17 mai 1855 au sommet de la colline accueillant le château. Réparée (couronne arrachée par la foudre) et rénovée en 2000. En 2000, lors du nettoyage du site par le chantier de jeunesse Concordia, fut dégagé puis recouvert le sommet des arêtiers de croisée d'ogive de la pièce du château située sous la statue.
- Église Saint-Romain de Virieu-le-Grand.
- Temple protestant de Virieu-le-Grand.

### Patrimoine naturel
La commune compte plusieurs zones naturelles d'intérêt écologique, faunistique et floristique de type I :
- lac de Virieu ;
- lac de Pugieu ;
- bois de Charley ;
- montagne de Sérémond ;
- pelouse sèche des Bosses ;
- pelouses sèches de Virieu-le-Grand ;
- prairies et marais du Fays ;
- rocher de la Cra ;
- pont Navet.

### Héraldique
| Blason de Virieu-le-Grand | Blason  | De gueules à l'anneau d'or, à la bordure de vair. |
| Blason de Virieu-le-Grand | Détails |                                                   |

### Personnalités liées à la commune
- Honoré d'Urfé, marquis du Valromey, comte de Chateauneuf.
- Honoré Fabri, théologien et physicien, découvreur du principe de la circulation sanguine.
- Philibert Berthelier (1462-1519), résistant genevois à l'expansion de la maison de Savoie.
- Louis Vezu (1742 à Virieu-le-Grand - 1818 à Meximieux), homme politique.
- Antoine Nivière-Chol (1744-1817), maire de Lyon durant le siège de 1793.
- Claude Vezu, général et de la Révolution française.
- L'artiste Alice Martin de Voos (1861-1939), née dans cette ville sous le nom de Marie Françoise Genet.